# Bolschoi Nimnyr
Der Bolschoi Nimnyr (russisch Большой Нимныр, Улахан-Ньымньыыр) ist ein rechter Nebenfluss des Aldan im Süden der Republik Sacha in Ostsibirien.
Den Oberlauf des Flusses bildet der nach Osten fließende 26 km lange Хангас-Нимгеркан.
Anschließend wendet sich der Bolschoi Nimnyr nach Norden und später nach Westen. Er verläuft im Aldanhochland.
Der Bolschoi Nimnyr passiert die an seinem Nordufer gelegene gleichnamige Siedlung städtischen Typs Bolschoi Nimnyr. Hier kreuzt die Fernstraße A360 den Fluss.
Der Bolschoi Nimnyr setzt seinen Lauf zum Aldan in westlicher Richtung fort. Er hat eine Länge von 207 km und entwässert ein Areal von 4860 km².
Der Bolschoi Nimnyr ist ein beliebtes Kajakgewässer.